# FC Bayern München in het seizoen 2007/08
Dit artikel beschrijft de prestaties van de Duitse voetbalclub FC Bayern München in het seizoen 2007/08, waarin de club de landstitel, beker en Ligapokal veroverde.

## Spelerskern
| Nr.           | Naam                   | Nationaliteit | Geboortedatum | Vorige club              |
| ------------- | ---------------------- | ------------- | ------------- | ------------------------ |
| Keepers       |                        |               |               |                          |
| 1             | Oliver Kahn            | Duitsland     | 15-06-1969    | Karlsruher SC            |
| 22            | Michael Rensing        | Duitsland     | 14-05-1984    | /                        |
| 29            | Bernd Dreher           | Duitsland     | 02-11-1966    | /                        |
| 33            | Thomas Kraft           | Duitsland     | 22-07-1988    | /                        |
| Verdedigers   |                        |               |               |                          |
| 2             | Willy Sagnol           | Frankrijk     | 18-03-1977    | AS Monaco                |
| 3             | Lúcio                  | Brazilië      | 08-05-1978    | Bayer Leverkusen         |
| 5             | Daniel Van Buyten      | België        | 07-02-1978    | Hamburger SV             |
| 6             | Martín Demichelis      | Argentinië    | 20-12-1980    | River Plate              |
| 21            | Philipp Lahm           | Duitsland     | 11-11-1983    | VfB Stuttgart            |
| 23            | Marcell Jansen         | Duitsland     | 04-11-1985    | Borussia Mönchengladbach |
| 25            | Valérien Ismaël        | Frankrijk     | 28-09-1975    | Werder Bremen            |
| 30            | Christian Lell         | Duitsland     | 29-08-1984    | 1. FC Köln               |
| 32            | Mats Hummels           | Duitsland     | 16-12-1988    | /                        |
| 35            | Breno                  | Brazilië      | 13-10-1989    | São Paulo FC             |
| Middenvelders |                        |               |               |                          |
| 7             | Franck Ribéry          | Frankrijk     | 07-04-1983    | Olympique Marseille      |
| 8             | Hamit Altintop         | Turkije       | 08-12-1982    | FC Schalke 04            |
| 15            | Zé Roberto             | Brazilië      | 19-06-1985    | Santos FC                |
| 16            | Andreas Ottl           | Duitsland     | 01-03-1985    | /                        |
| 17            | Mark van Bommel        | Nederland     | 22-04-1977    | FC Barcelona             |
| 20            | José Sosa              | Argentinië    | 19-06-1985    | Estudiantes              |
| 31            | Bastian Schweinsteiger | Duitsland     | 01-08-1984    | /                        |
| 36            | Stephan Fürstner       | Duitsland     | 11-09-1987    | /                        |
| 39            | Toni Kroos             | Duitsland     | 04-01-1990    | /                        |
| Aanvallers    |                        |               |               |                          |
| 9             | Luca Toni              | Italië        | 26-05-1977    | Fiorentina               |
| 11            | Lukas Podolski         | Duitsland     | 04-06-1985    | 1. FC Köln               |
| 18            | Miroslav Klose         | Duitsland     | 09-06-1978    | Werder Bremen            |
| 19            | Jan Schlaudraff        | Duitsland     | 18-07-1983    | Alemannia Aachen         |
| 34            | Sandro Wagner          | Duitsland     | 29-11-1987    | /                        |

- = Aanvoerder
- Christian Saba keerde in 2007 terug naar de B-kern.

### Technische staf
|                 |                               |               |
| Functie         | Naam                          | Nationaliteit |
| Coach           | Ottmar Hitzfeld (foto)        | Duitsland     |
| Assistent-coach | Michael Henke                 | Duitsland     |
| Keeperstrainer  | Sepp Maier                    | Duitsland     |
| Keeperstrainer  | Walter Junghans               | Duitsland     |
| Teamarts        | Hans-Wilhelm Müller-Wohlfahrt | Duitsland     |

## Resultaten
| Bundesliga | DFB-Pokal | Ligapokal | UEFA Cup     |
| ---------- | --------- | --------- | ------------ |
|            |           |           |              |
| Kampioen   | Winnaar   | Winnaar   | Halve finale |

## Uitrustingen
Hoofdsponsor: Deutsche Telekom

Sportmerk: adidas
| Thuis | Uit | Alternatief |

## Transfers

### Zomer
| Naam               | Nationaliteit         | Van/naar                 | Type           |
| ------------------ | --------------------- | ------------------------ | -------------- |
| Inkomend           |                       |                          |                |
| Hamit Altintop     | Turkije               | FC Schalke 04            | Gekocht        |
| Marcell Jansen     | Duitsland             | Borussia Mönchengladbach | Gekocht        |
| Miroslav Klose     | Duitsland             | Werder Bremen            | Gekocht        |
| Franck Ribéry      | Frankrijk             | Olympique Marseille      | Gekocht        |
| Jan Schlaudraff    | Duitsland             | Alemannia Aachen         | Gekocht        |
| José Sosa          | Argentinië            | Estudiantes              | Gekocht        |
| Luca Toni          | Italië                | Fiorentina               | Gekocht        |
| Zé Roberto         | Brazilië              | Santos FC                | Gekocht        |
| Julio dos Santos   | Paraguay              | VfL Wolfsburg            | Einde huur     |
| Uitgaand           |                       |                          |                |
| Mehmet Scholl      | Duitsland             |                          | Einde carrière |
| Sebastian Deisler  | Duitsland             |                          | Einde carrière |
| Andreas Görlitz    | Duitsland             | Karlsruher SC            | Verkocht       |
| Owen Hargreaves    | Engeland              | Manchester United        | Verkocht       |
| Roque Santa Cruz   | Paraguay              | Blackburn Rovers         | Verkocht       |
| Ali Karimi         | Iran                  | Qatar SC                 | Verkocht       |
| Roy Makaay         | Nederland             | Feyenoord                | Verkocht       |
| Claudio Pizarro    | Peru                  | Chelsea                  | Verkocht       |
| Hasan Salihamidžić | Bosnië en Herzegovina | Juventus                 | Verkocht       |
| Louis N'Gwat-Mahop | Kameroen              | Red Bull Salzburg        | Verkocht       |
| Julio dos Santos   | Paraguay              | Almería                  | Huur           |

### Winter
| Naam             | Nationaliteit | Van/naar          | Type       |
| ---------------- | ------------- | ----------------- | ---------- |
| Inkomend         |               |                   |            |
| Breno            | Brazilië      | São Paulo FC      | Gekocht    |
| Julio dos Santos | Paraguay      | Almería           | Einde huur |
| Uitgaand         |               |                   |            |
| Valérien Ismaël  | Frankrijk     | Hannover 96       | Verkocht   |
| Mats Hummels     | Duitsland     | Borussia Dortmund | Huur       |
| Julio dos Santos | Paraguay      | Grêmio            | Huur       |

## Bundesliga

### Eindstand
|    | Club                | Wed | Gew | Gel | Ver | Pnt | Saldo |
| -- | ------------------- | --- | --- | --- | --- | --- | ----- |
| 1  | FC Bayern München   | 34  | 22  | 10  | 2   | 76  | 68-21 |
| 2  | SV Werder Bremen    | 34  | 20  | 6   | 8   | 66  | 75-45 |
| 3  | FC Schalke 04       | 34  | 18  | 10  | 6   | 64  | 55-32 |
| 4  | Hamburger SV        | 34  | 14  | 12  | 8   | 54  | 47-26 |
| 5  | VfL Wolfsburg       | 34  | 15  | 9   | 10  | 54  | 58-46 |
| 6  | VfB Stuttgart       | 34  | 16  | 4   | 14  | 52  | 57-57 |
| 7  | Bayer 04 Leverkusen | 34  | 15  | 6   | 13  | 51  | 57-40 |
| 8  | Hannover 96         | 34  | 13  | 10  | 11  | 49  | 54-56 |
| 9  | Eintracht Frankfurt | 34  | 12  | 10  | 12  | 46  | 43-50 |
| 10 | Hertha BSC          | 34  | 12  | 8   | 14  | 44  | 39-44 |
| 11 | Karlsruher SC       | 34  | 11  | 10  | 13  | 43  | 38-53 |
| 12 | VfL Bochum          | 34  | 10  | 11  | 13  | 41  | 48-54 |
| 13 | Borussia Dortmund   | 34  | 10  | 10  | 14  | 40  | 50-62 |
| 14 | Energie Cottbus     | 34  | 9   | 9   | 16  | 36  | 35-56 |
| 15 | Arminia Bielefeld   | 34  | 8   | 10  | 16  | 34  | 35-60 |
| 16 | 1. FC Nürnberg      | 34  | 7   | 10  | 17  | 31  | 35-51 |
| 17 | Hansa Rostock       | 34  | 8   | 6   | 20  | 30  | 30-52 |
| 18 | MSV Duisburg        | 34  | 8   | 5   | 21  | 29  | 36-55 |

Kampioen Bayern München, Werder Bremen en FC Schalke 04 plaatsten zich voor de UEFA Champions League 2008/09
Bekerfinalist Borussia Dortmund, Hamburger SV, VfL Wolffsburg en Hertha BSC (fairplay plaats) plaatsten zich voor de UEFA Cup 2008/09
VfB Stuttgart plaatste zich voor de UEFA Intertoto Cup 2008
1. FC Nürnberg, Hansa Rostock en MSV Duisburg degradeerden naar de 2. Bundesliga
Borussia Mönchengladbach, TSG 1899 Hoffenheim en 1. FC Köln promoveerden uit de 2. Bundeliga

## Individuele prijzen
| Prijs                         | Winnaar         |
| ----------------------------- | --------------- |
| Duits voetballer van het jaar | Franck Ribéry   |
| Duits trainer van het jaar    | Ottmar Hitzfeld |
| Topschutter Bundesliga        | Luca Toni       |

## Afbeeldingen

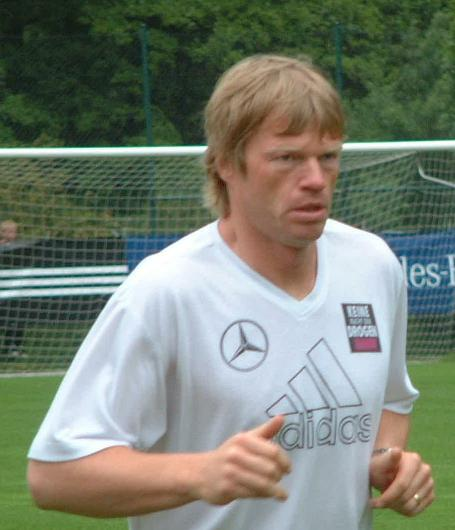
Oliver Kahn (doelman)
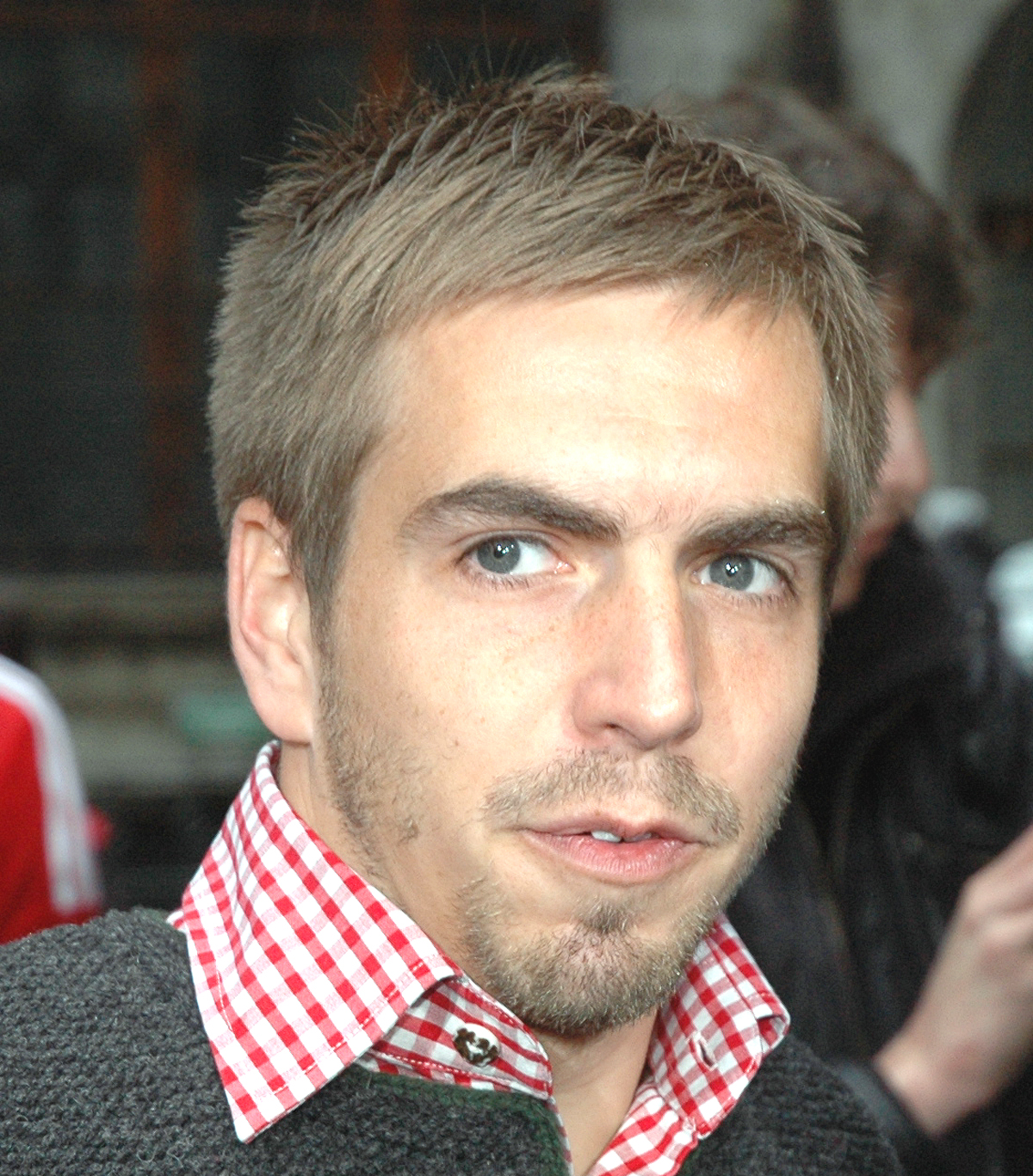
Philipp Lahm (verdediger)
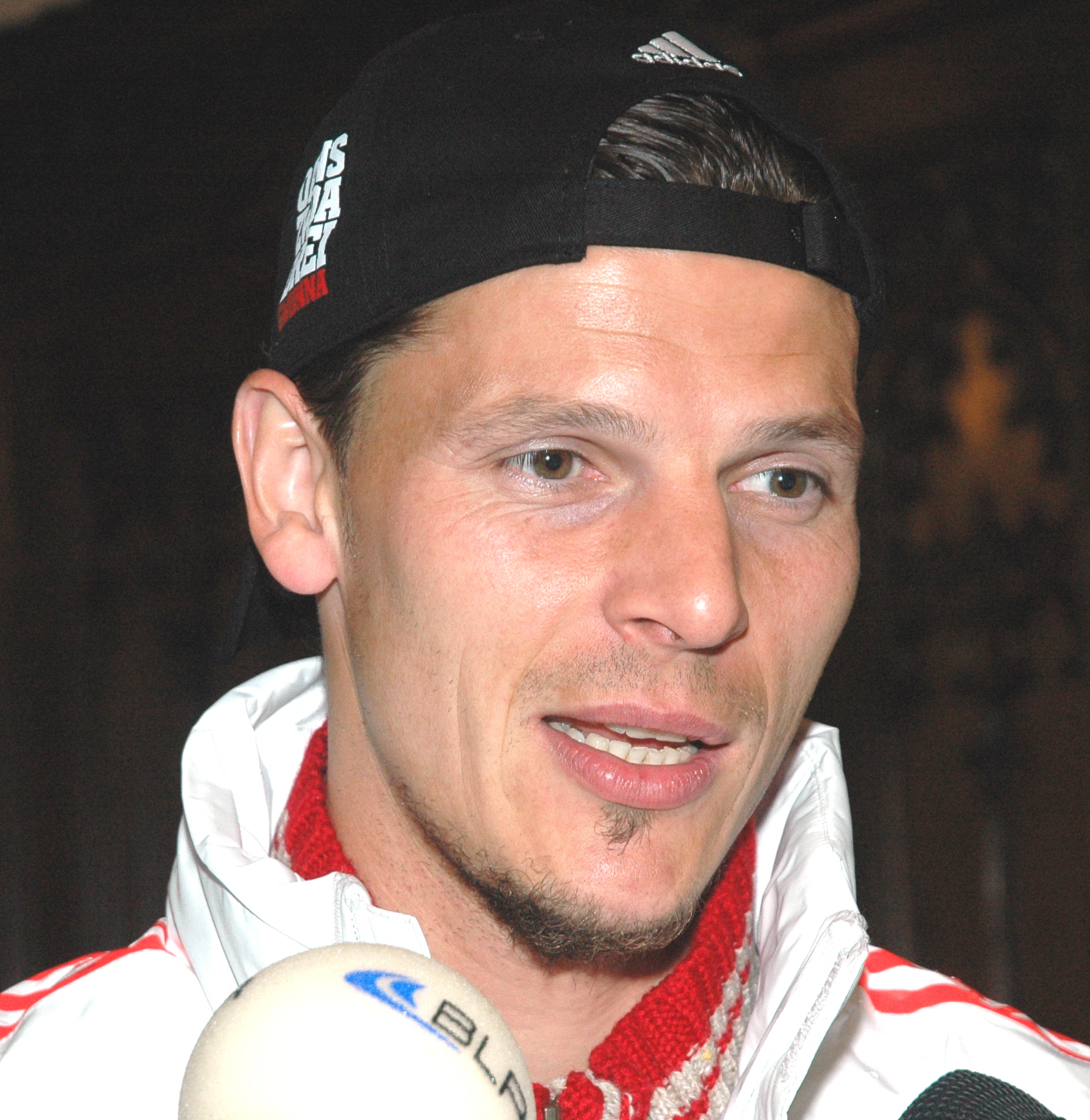
Daniel Van Buyten (verdediger)
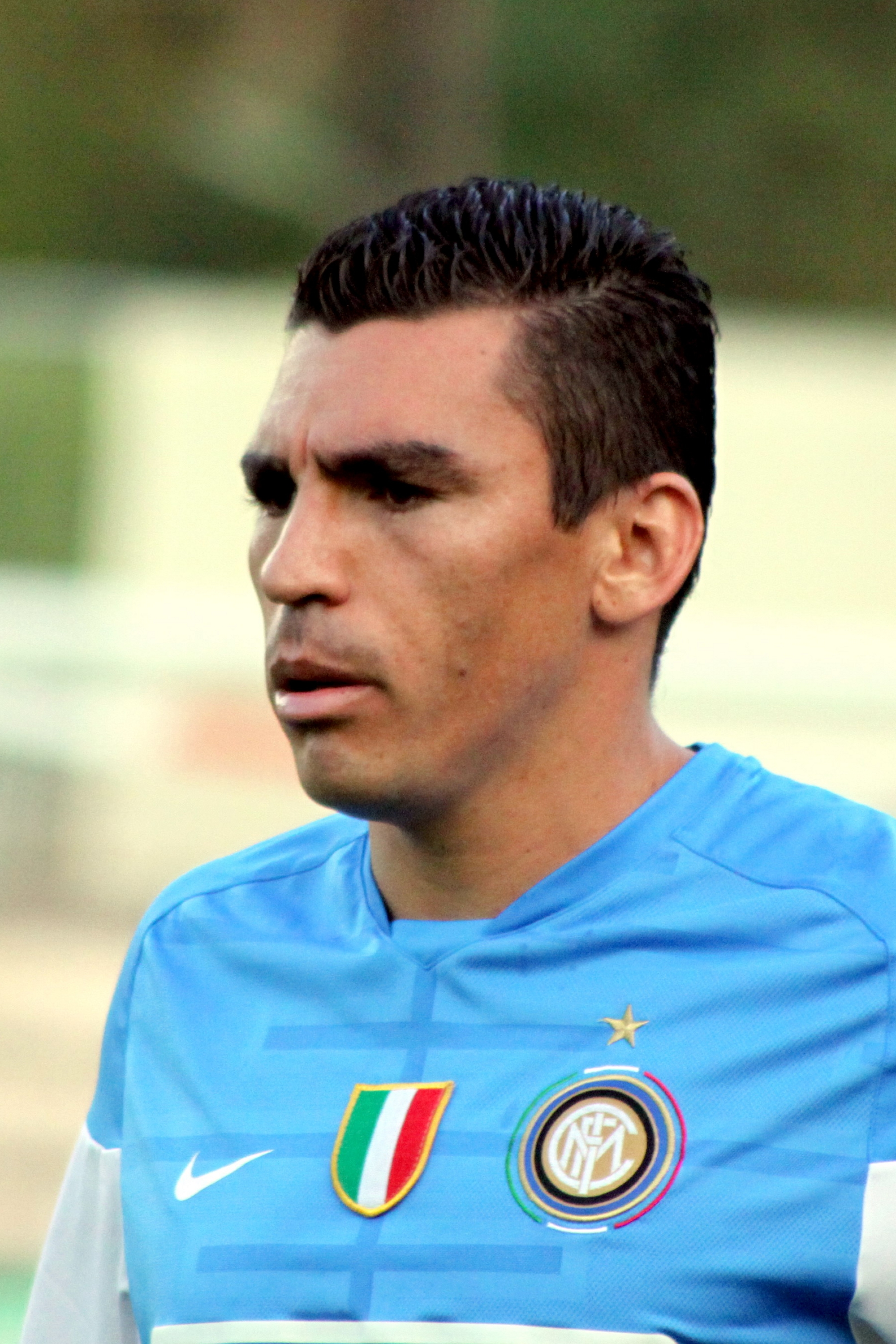
Lúcio (verdediger)
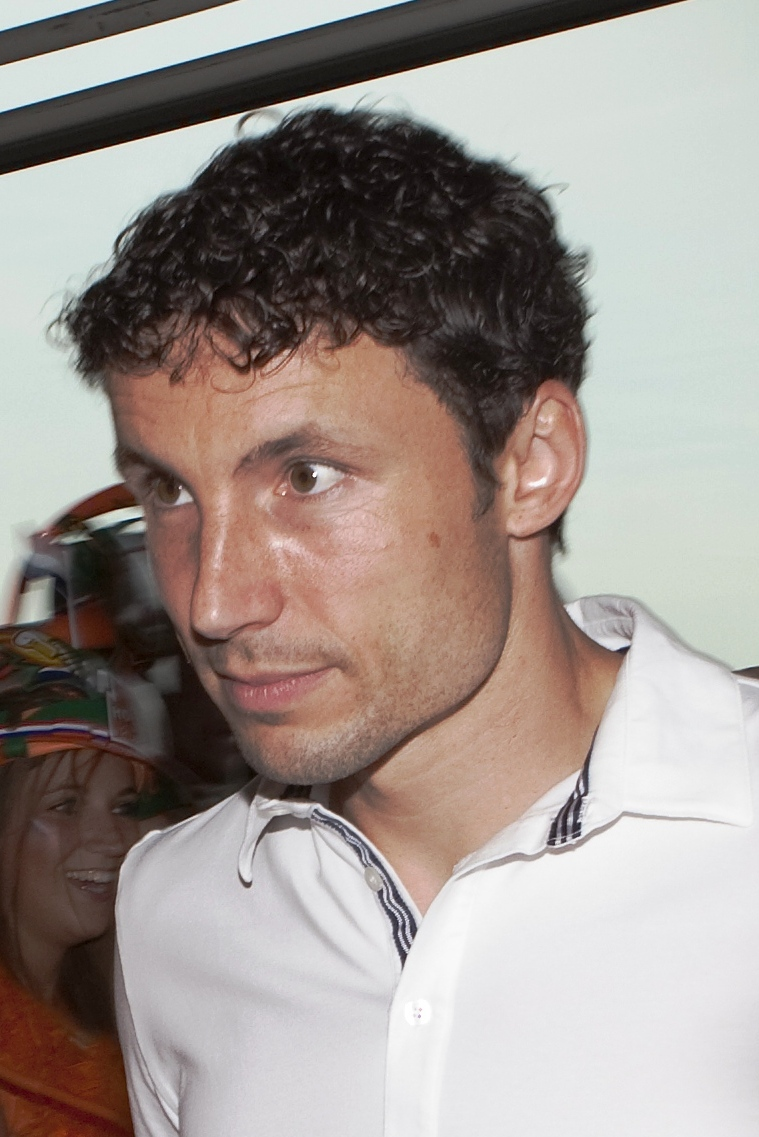
Mark van Bommel (middenvelder)
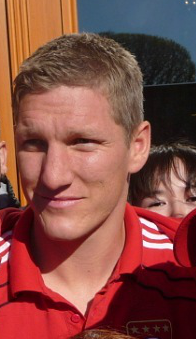
Bastian Schweinsteiger (middenvelder)
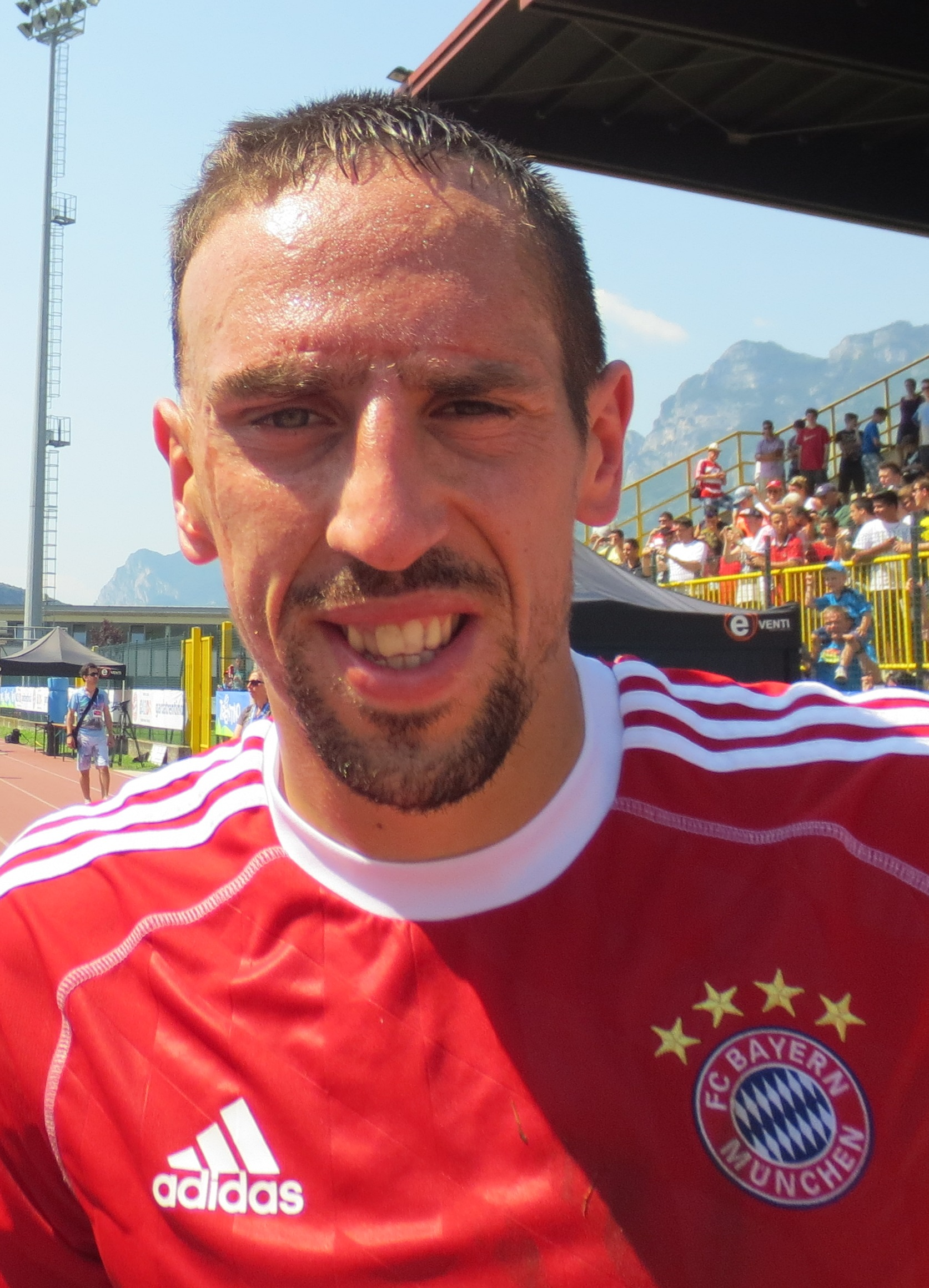
Franck Ribéry (middenvelder)
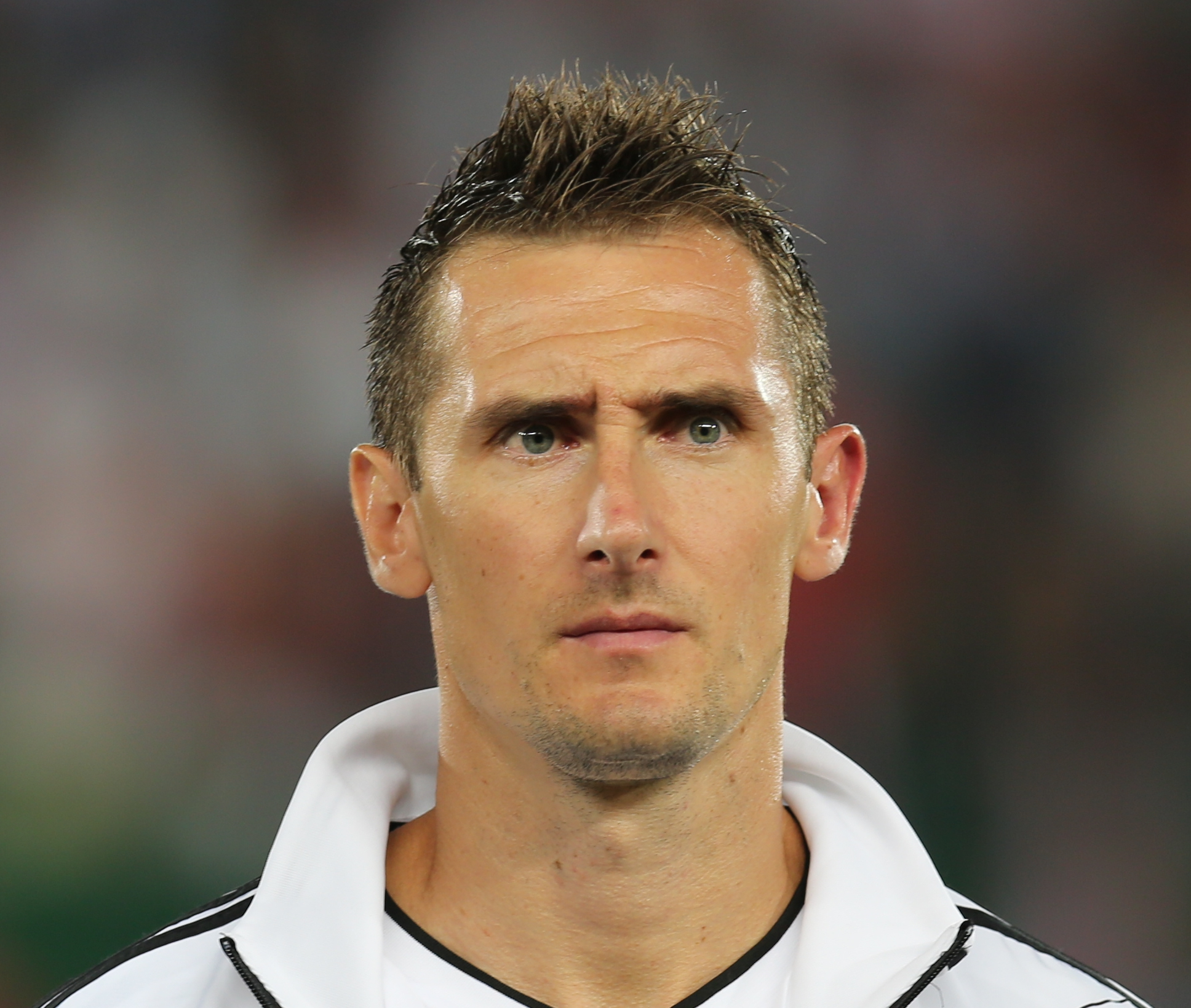
Miroslav Klose (aanvaller)
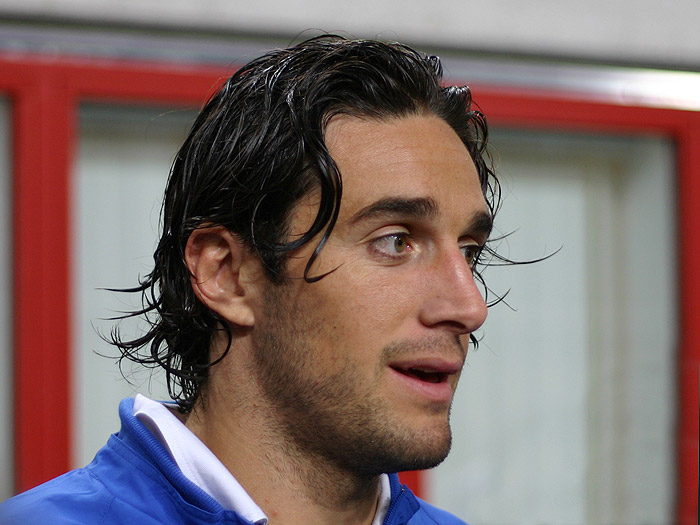
Luca Toni (aanvaller)